# Amphispiza bilineata
Amphispiza bilineata é uma espécie de ave da família Emberizidae. A única espécie do gênero Amphispiza.